# Kinésiologie appliquée
Ne doit pas être confondu avec Kinésithérapie.
« Kinésiologie » redirige ici. Pour les autres significations, voir Kinésiologue.
 (octobre 2024).
La kinésiologie appliquée ou plus simplement kinésiologie est une technique pseudoscientifique qui recourt à un examen appelé « test musculaire » pour prétendument faire une évaluation neurologique fonctionnelle.
La kinésiologie n'est pas reconnue par l'Organisation mondiale de la santé.

## Histoire
La kinésiologie appliquée professionnelle trouve ses racines dans les observations faites depuis 1964 par Georges J. Goodheart, un chiropracteur, pratiquant alors à Détroit, dans le Michigan. Les observations de Goodheart concernant l’équilibre, la force et la faiblesse musculaire ont réfuté la théorie d’alors selon laquelle le spasme musculaire était la cause première des douleurs de dos. Selon Goodheart, la cause première des douleurs de dos est la faiblesse musculaire. La faiblesse musculaire (telle qu’observée au test musculaire) a rapidement été comprise comme une inhibition de neurones moteurs localisés dans le pool neuronal de la corne antérieure de la moelle épinière.

## Principes
La kinésiologie appliquée professionnelle (P.A.K.) est un système qui découle de cette croyance initiale et qui affirme identifier « les aspects structurels, chimiques et émotionnels de la santé en utilisant le test musculaire », mais sans apporter de preuve sur ses fondements.

## Par pays

### France
En France, la kinésiologie appliquée a été placée sous observation par la Mission interministérielle de vigilance et de lutte contre les dérives sectaires dans son rapport annuel d'activité 2016-2017 où elle est qualifiée de « particulièrement inquiétante ». Elle est classée parmi les pseudo-sciences sans fondement scientifique avéré.
L'appellation « kinésiologue » désigne de façon générique des praticiens dont le cursus de formation peut être différent.
La formation n'est pas reconnue par l'État. Les kinésiologues ne sont pas forcément des praticiens de santé diplômés à l'origine.

## Controverses
La kinésiologie n'est pas une méthode de soins mais une méthode de développement personnel non religieuse. Cette dernière précision fait suite à des accusations de dérives sectaires pour la kinésiologie.

### Absence de formation médicale des«soignants»
Le rapport 2007 de la MIVILUDES, désigne la kinésiologie comme « une pratique thérapeutique non réglementée ».
Ainsi, « L’absence de reconnaissance par l’État des formations et des diplômes délivrés aussi bien pour le reiki que pour la kinésiologie peut induire un amateurisme de la part de certains pseudo-thérapeutes. D’autant que n’importe qui peut se déclarer « kinésiologue » ou « maître reiki » et enseigner ces techniques. [...] On fait également miroiter à l’adepte la possibilité de devenir lui-même « praticien » voire formateur, ce qui est en soi très valorisant et réconfortant pour une personne en perte de repères ».
Selon l'INSERM, la kinésiologie appliquée se baserait sur des amalgames et des inexactitudes du point de vue physiologique, neurologique et pratique.

### Dérive charlatane ou sectaire
En France, le terme « kinésiologie » est communément utilisé pour désigner divers courants de kinésiologie appliquée.
Il a été reproché à certaines écoles de kinésiologie appliquée de recycler de nombreuses techniques New Age préexistantes, et qui n'ont rien à voir avec les principes d'origine de la méthode, tels que les élixirs floraux, les constellations familiales, la psycho-énergétique, l'aura (comme dans l'aura-kinésiologie), l'iridologie… 
En 2018, la kinésiologie est classée par la MIVILUDES parmi les pratiques pseudo-thérapeutiques sectaires.

#### Condamnations - Affaire Kerywan (2005)
La radicalisation de certains kinésiologues est illustrée par une condamnation en France en 2005 pour la mort d'un nourrisson soumis à un régime alimentaire ayant provoqué une malnutrition. « Des parents, au nom de conceptions idéologiques inhérentes à la pratique de la kinésiologie et des "lois biologiques" de Ryke Geerd Hamer, avaient adopté pour eux-mêmes et leurs enfants le régime végétalien dans leur quête d’une alimentation purifiée. »,. Le 3 juin 2005, la cour de Quimper a condamné à 5 ans de prison dont 52 mois avec sursis, pour non-assistance à personne en danger, un couple de parents adeptes de la kinésiologie. Le juge a incriminé l'« idéologie aux implications médicales » de ces deux parents dont les pratiques médicales infructueuses ont abouti à la mort de leur enfant par malnutrition. 

#### Emprise psychologique
En 2012, la MIVILUDES dans son Guide : Santé et dérives sectaires, au chapitre « La kinésiologie », écrit : « La radicalisation de certains adeptes de cette mouvance a conduit à des dérives de caractère sectaire dans laquelle la dimension hygiéniste portée au rang de dogme a constitué un facteur déterminant ».
En 2017, la Mission interministérielle de vigilance et de lutte contre les dérives sectaires a encore consacré un chapitre entier de son rapport annuel à la kinésiologie. La mission signale notamment l'usage de méthodes d'emprise psychologique classiques : « valoriser la victime pour mieux asseoir l’emprise du gourou thérapeute. Il s’agira de convaincre l’adepte qu’il est exceptionnel et que pour aller mieux et retrouver son énergie, sa joie de vivre et tout son potentiel, il devra se séparer de son conjoint, se couper de ses amis, et surtout suivre des stages, généralement coûteux, mais nécessaires pour accéder au bien-être. [...] Petit à petit la relation va se baser sur l’admiration du patient envers son thérapeute, qui pourra imposer toutes ses exigences, allant jusqu’à la soumission totale de l’adepte qui aura subi des pressions réitérées afin d’altérer son jugement ».
Selon les conclusions de mars 2004 de l'Union nationale des associations de défense des familles et de l'individu (UNADFI) : « Certains individus fragiles se laisseront séduire par les promesses de certains praticiens et ils s’engageront dans un processus progressif que nous connaissons bien dans les dérives sectaires : abandon de la personnalité, reconstruction, dissociation, ruptures des liens, intérêt exclusif pour les nouvelles théories, fréquentation de stages, dépenses mettant en danger le budget familial ».

## Évaluation scientifique
Les méthodes de la kinésiologie appliquée ne présentent pas suffisamment de références vérifiables à des programmes significatifs de recherche et de validation scientifique. Elles ont tendance à se baser sur des hypothèses et des intuitions non vérifiées. Le ministère de la Santé indique sur son site Internet que « dans la très grande majorité des cas, ces pratiques de soins non conventionnelles (PSNC) n’ont pas fait l’objet d’études scientifiques ou cliniques montrant leurs modalités d’action, leurs effets, leur efficacité, ainsi que leur non dangerosité. Lorsqu’elles sont utilisées pour traiter des maladies graves ou en urgence à la place des traitements conventionnels reconnus, elles peuvent donc faire perdre des chances d’amélioration ou de guérison aux personnes malades ». La MIVILUDES considère ces techniques de soin comme « porteuses de risques et non éprouvées ». La kinésiologie a fait l’objet d’un avis sévère du Conseil national de l’Ordre des masseurs-kinésithérapeutes : « la kinésiologie est une méthode de soin non conventionnelle et [...] son utilisation constitue une dérive thérapeutique ». L'INSERM, qui a évalué cette méthode, conclut quant à elle que « ni la kinésiologie appliquée professionnelle, ni la kinésiologie énergétique n’ont fait à ce jour la preuve de leur efficacité ».
Désireux d'accéder à une certaine respectabilité, des kinésiologues se sont lancés dans la rédaction d'articles à caractère scientifique visant à démontrer les bienfaits de leur méthode. Un essai en double-aveugle randomisé de 2014 a cherché à évaluer la fiabilité, la reproductibilité et la sensibilité des examens pratiqués en kinésiologie ainsi que l'efficacité de la technique. Les auteurs concluent à nouveau que les études expérimentales portant sur la kinésiologie appliquée ne respectent pas les standards actuels de la méthodologie scientifique. Lorsque la kinésiologie appliquée est testée de manière rigoureuse, les résultats qu'elle donne ne sont pas statistiquement différents de ceux que l'on peut trouver dans un groupe contrôle ne bénéficiant pas de la thérapie.
En 2011, des étudiants de l'université Joseph-Fourier de Grenoble ont aussi testé le test musculaire de la kinésiologie appliquée. Ils concluent que le test musculaire, utilisé pour détecter une substance allergène avérée, n'est pas plus efficace que le hasard.